# Macroxiphus globiceratus
Espèce
Macroxiphus globiceratus est une espèce d'orthoptères de la famille des Tettigoniidae.

## Distribution
Cette espèce est endémique des États fédérés de Micronésie, elle se rencontre dans les îles Yap.

## Publication originale
- Vickery, Kevan & English, 1999 : Insects of Micronesia, Volume 5, no. 4 Gryllacridoidea, Rhaphidophorioidea and Tettigonioidea (Grylloptera). Micronesica, vol. 32, n. 1, p. 11–83 (texte original).